# Corvídeos
Corvídeos (Corvidae) é uma família de aves da ordem Passeriformes que inclui os corvos, corvelos, gaios, gralhas, gralhos, cornelhas, pegas, frouvas, choias, chucas e quebra-nozes. Os corvídeos são geralmente de maiores dimensões que os restantes pássaros e têm comportamento complexo, que sugere uma forma de inteligência.

## Taxonomia

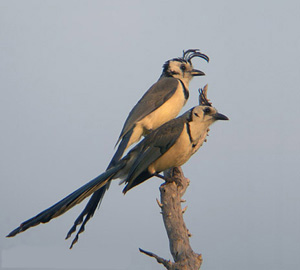
Calocitta formosa

A família Corvidae está incluída na ordem Passeriformes. 

### Gêneros
Segundo a IOC, são reconhecidos 24 gêneros dentro da família Corvidae:
- Platysmurus Reichenbach, 1850 (2 espécies)
- Perisoreus Bonaparte, 1831 (3 espécies)
- Cyanolyca Cabanis, 1851 (9 espécies)
- Cyanocorax Boie, 1826 (17 espécies)
- Psilorhinus Ruppell, 1837(1 espécie)
- Calocitta G.R. Gray, 1841 (2 espécies)
- Cyanocitta Strickland, 1845 (2 espécies)
- Aphelocoma Cabanis, 1851 (5 espécies)
- Gymnorhinus Wied-Neuwied, 1841 (1 espécie)
- Garrulus Brisson, 1760 (3 espécies)
- Cyanopica Bonaparte, 1850 (2 espécies)
- Urocissa Cabanis, 1850 (5 espécies)
- Cissa Boie, 1826 (3 espécies)
- Dendrocitta Gould, 1833 (7 espécies)
- Crypsirina Vieillot, 1816 (2 espécies)
- Temnurus Lesson, 1830 (1 espécie)
- Pica Brisson, 1760 (3 espécies)
- Zavattariornis Moltoni, 1938 (1 espécie)
- Podoces Fischer von Waldheim, 1821 (4 espécies)
- Nucifraga Brisson, 1760 (3 espécies)
- Pyrrhocorax Tunstall, 1771 (2 espécies)
- Ptilostomus Swainson, 1837 (1 espécie)
- Coloeus Kaup, 1829 (2 espécies)
- Corvus Linnaeus, 1758 (46 espécies)

- Commons
- Wikispecies